# Sindlbach
Sindlbach ist ein Gemeindeteil der Gemeinde Berg bei Neumarkt in der Oberpfalz im Landkreis Neumarkt in der Oberpfalz in Bayern.

## Geografie
Das Pfarrdorf liegt im Oberpfälzer Jura auf circa 429 m ü. NHN ca. 4 km nordöstlich des Gemeindesitzes rechts des Sindelbachs.

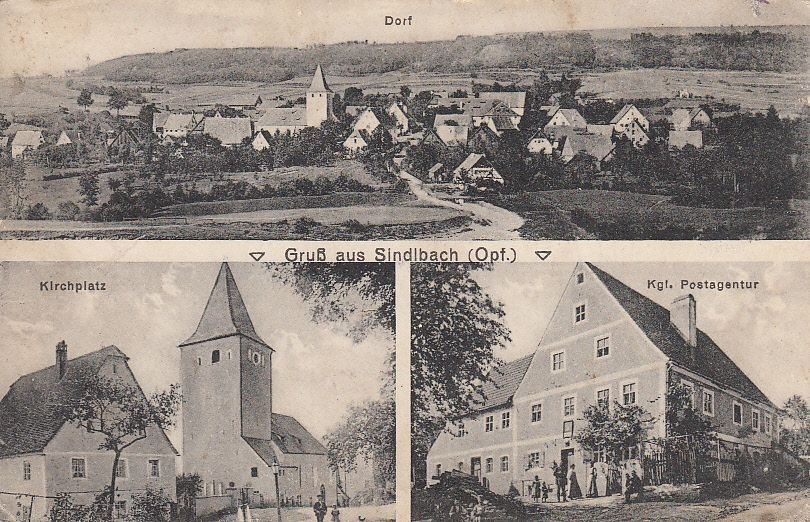
Ansichtskarte von 1917

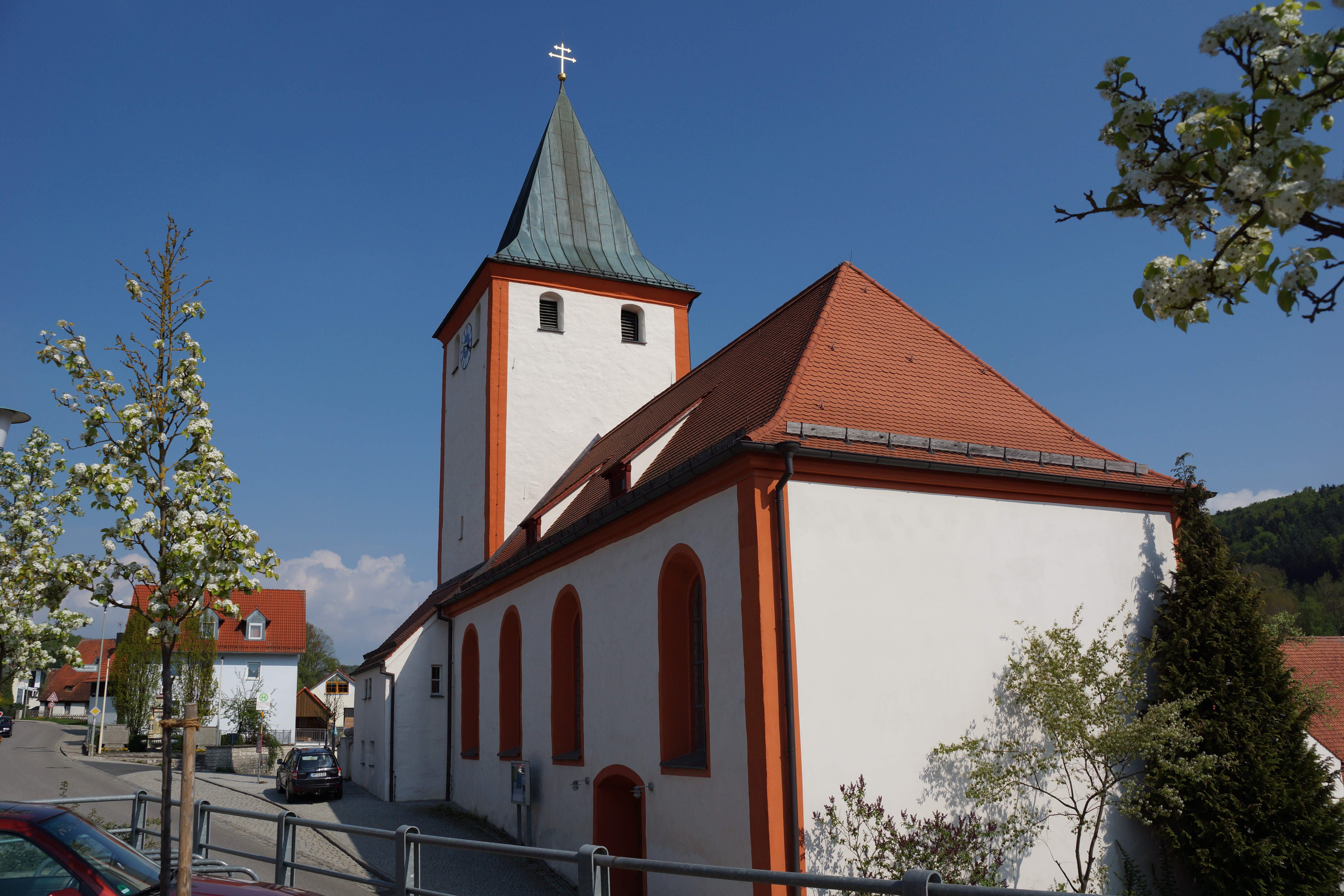
Kath. Pfarrkirche St. Jakobus

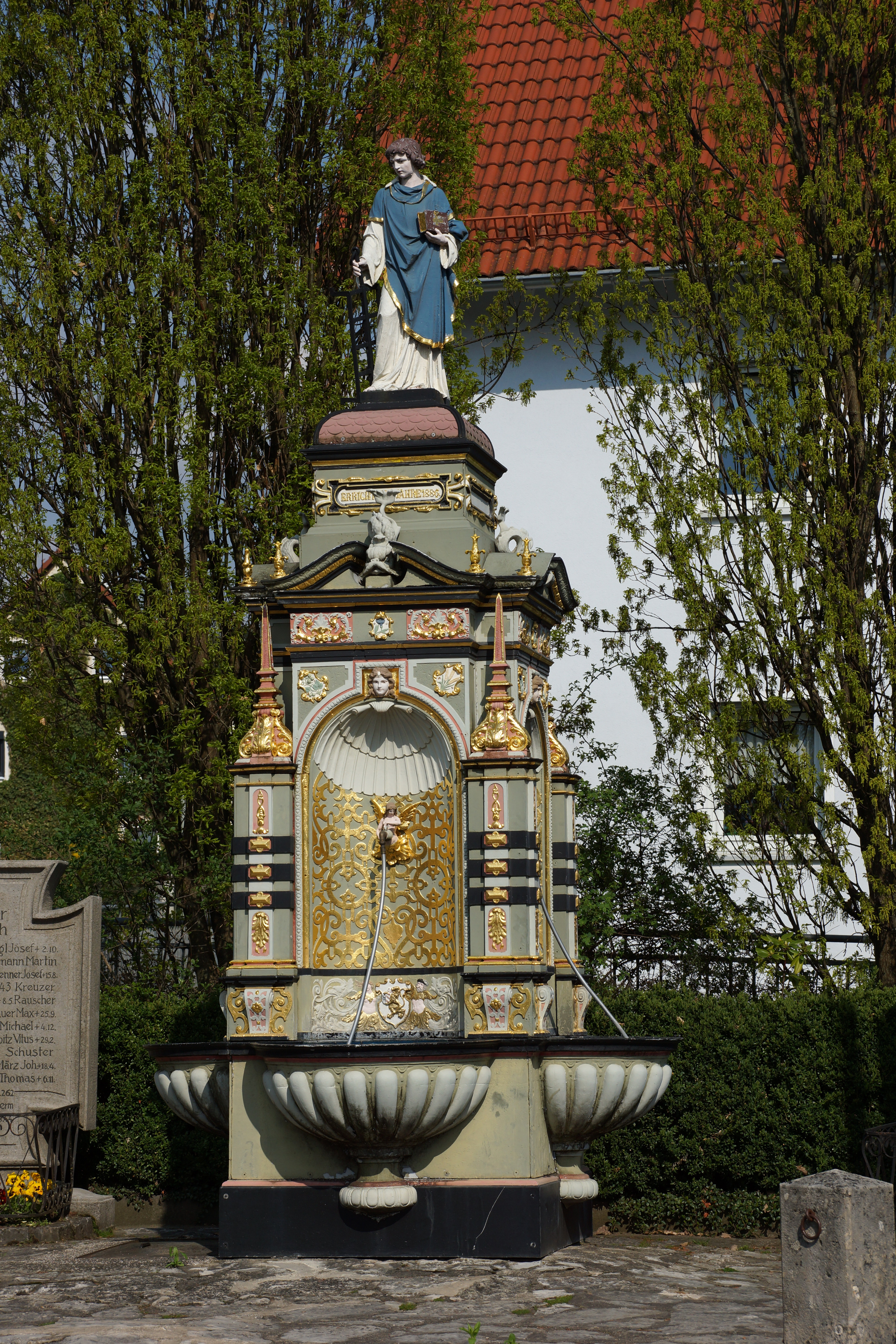
Laurentiusbrunnen

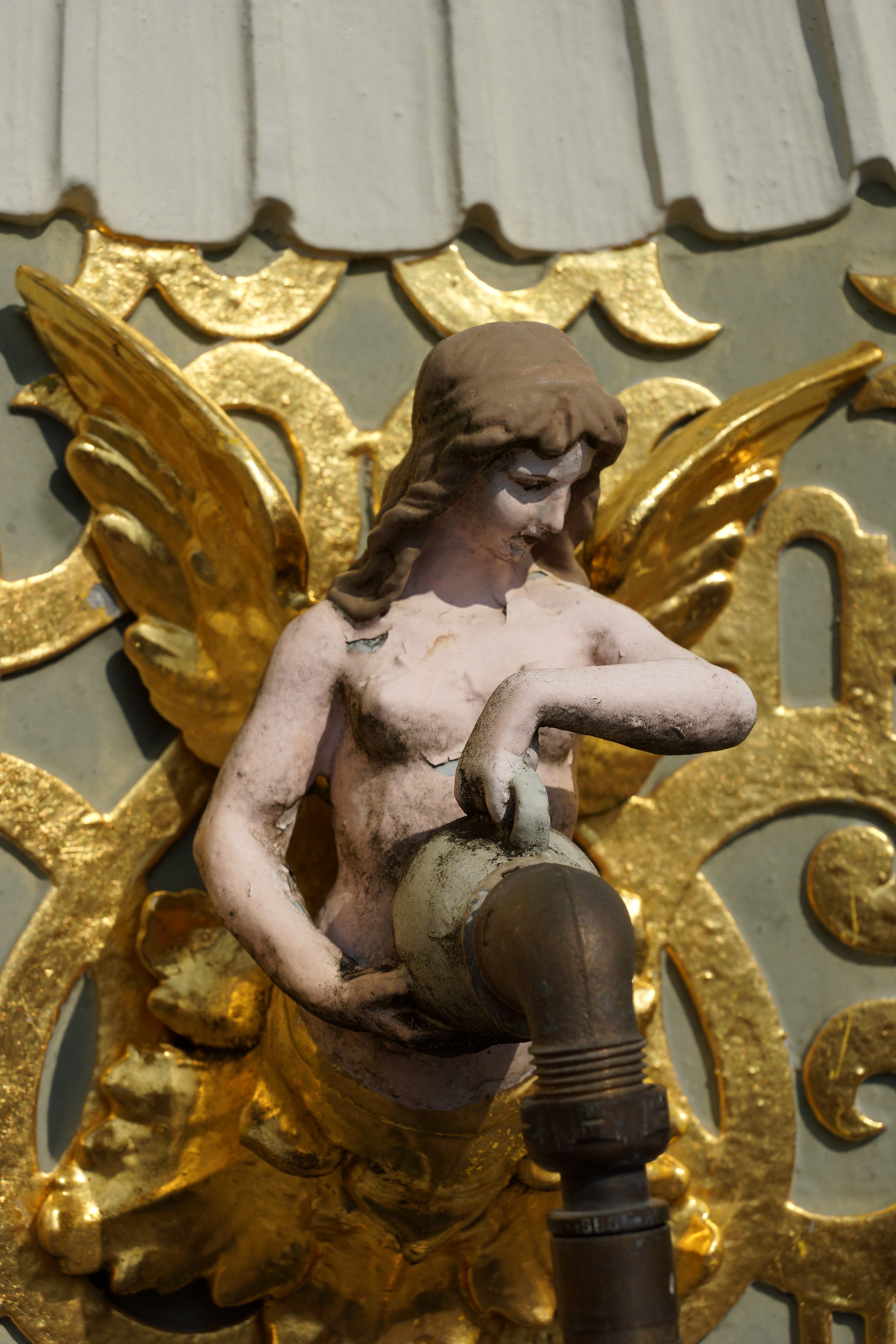
Brunnendetail

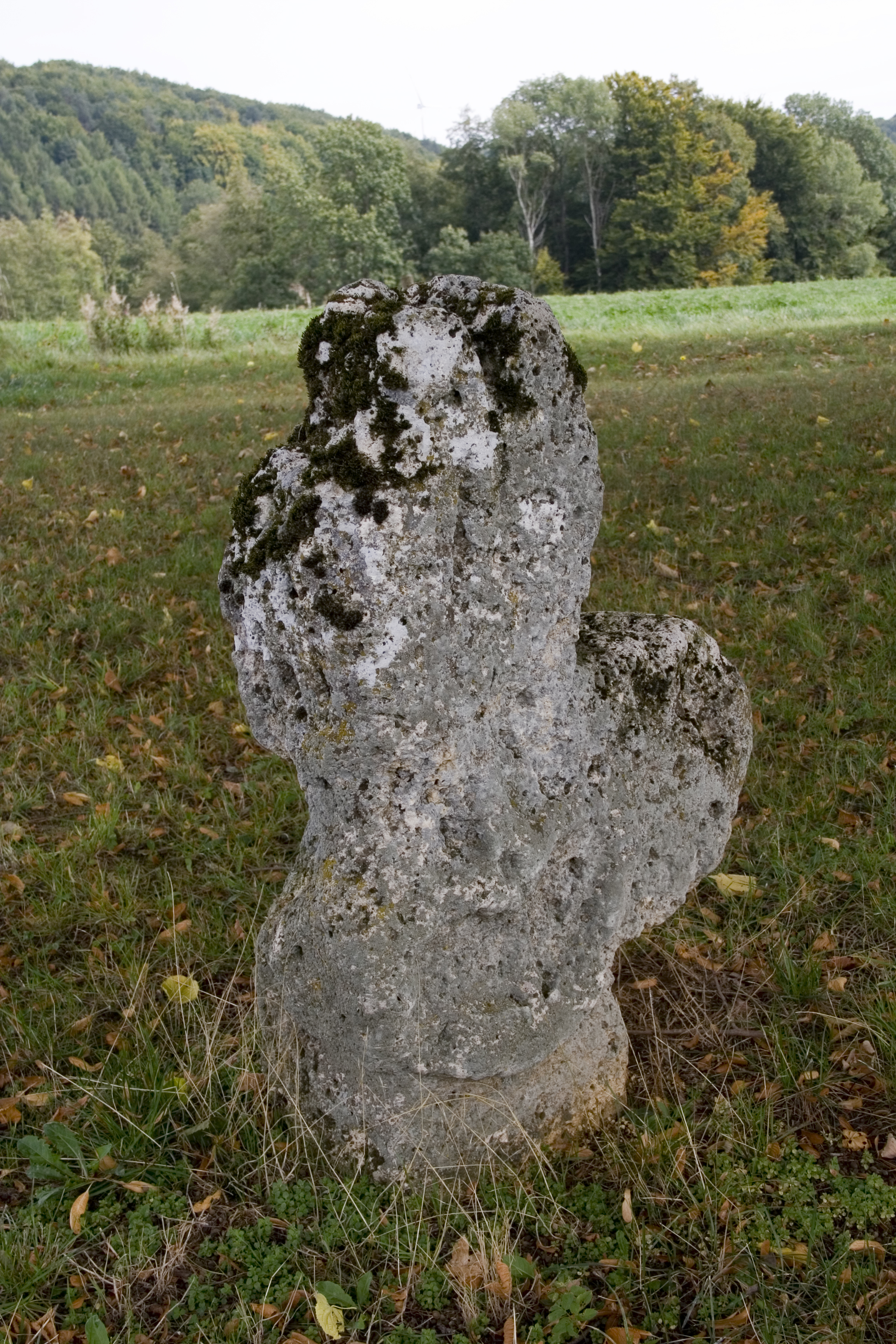
Das Schwedenkreuz

## Geschichte
Sindlbach wurde an einem wichtigen Verkehrsweg des Mittelalters gegründet, nämlich an der karolingischen Handelsstraße, die von Franken nach Amberg führte. 1128 beginnt die Serie der Pfarrer von St. Jakob zu „Soundelbach“. Im 12. Jahrhundert treten auch Ortsadelige in Erscheinung. So tritt 1129 ein Chounradus de „Soundelbach“ als Urkundenzeuge. Um 1150 trat Perhtolt von „Soundilbach“ sein Gut dem Regensburger Kloster Prüfening mit der Einschränkung des lebenslangen Nutznießes seiner Gattin Hildigund ab; 1181 erhielt Herzog Otto von Bayern vom Kloster das entlegene Gut. 1326 ist Sindlbach im Urbar des herzoglich-bayerischen Amtes Troßberg genannt. 1370 erhielt Heinrich von Stein zu Haimburg, der Erbe der Haimburger (Seitenlinie der Stein von Hilpoltstein), von Kaiser Karl IV. für das „unterhalb Heinberc“ gelegene Dorf Sindlbach das Stadtrecht mit Stock- und Halsgericht und Wochenmarkt; bevor dies umgesetzt werden konnte, starb Heinrich 1371 ohne männliche Nachkommen, so dass das Lehen heimfiel. 1388 kam die Haimburg und mit ihr Sindlbach über die Erben der Steiner an den Pfalzgrafen Ruprecht d. Ä. 1429 schenkte der Neumarkter Bürger Heinrich Schemitzer (Schnitzer) seinen Hof zu Sindlbach dem drei Jahre zuvor im Pfarrbezirk Sindlbach gegründeten Kloster Gnadenberg. Außerdem erhielt das Kloster 1435 ein weiteres Gut zu Sindlbach von Friedrich Smid zu Gnadenberg. In Sindlbach wurden vergrabene Goldgulden aus der Zeit von 1400 bis 1475 gefunden, die sich heute im Germanischen Nationalmuseum Nürnberg befinden. 1451 verzichtete der Pfarrer von Sindlbach auf Zehnt und Pfarrrechte bei den Klostergütern. 1650 hatte das Kloster nur noch ein „Söldengütl“ in Sindlbach inne. Auch das Kloster Kastl hatte in Sindlbach Besitzungen. Durch den Landshuter Erbfolgekrieg 1504 kam Sindlbach mit dem pfälzische Pflegamt Haimburg als Pfand an die Reichsstadt Nürnberg. Diese gab das Amt und damit auch Sindlbach durch einen Vergleich vom 23. Dezember 1521an den Pfalzgrafen zurück. 1542 bis 1626 war Sindlbach mit dem Herzogtum Pfalz-Neuburg protestantisch. Im Dreißigjährigen Krieg erlitt der Ort großen Schaden; so wurden 1634 Kirche und Pfarrhof von den Schweden niedergebrannt. Die Kirche wurde 1640 von den Bewohnern wiederaufgebaut. Im gleichen Jahr beginnen die Pfarrmatrikel. 1698 wurde der Pfarrhof von Pfarrer Guldenknopf provisorisch wiederaufgebaut. 1702 wurden die Filialen Ober- und Unterölsbach von der Pfarrei abgetrennt und Gnadenberg zugeteilt; 1928 wurde der Weiler Unterried, auch Hönighof genannt, von Sindlbach nach Litzlohe umgepfarrt. 1720 kommt es zu einem Schulhausbau, wo der „Lehrermesner“ wohnt und tätig ist. 1785 wurden an der Stelle des alten, abgebrannten Pfarrhofes am Pfarrgarten bei der Kirche ein neuer mit Stadel, Stallungen und Backofen erbaut und der provisorische als Tropfhaus verkauft (1796 abgebrochen). 1796 kam es zur Errichtung eines „Lob- und Dankbündnisses zu Ehren der seligen Jungfrau Maria und des Apostels Jakobus“ für Befreiung vom Franzoseneinfall am 15. August des Vorjahres.
Gegen Ende des Alten Reiches, um 1800, bestand das Dorf aus 35 Untertanen. 32 gehörten dem pfälzischen Kastenamt Haimburg, je einer dem Stift Kastl, dem Klosterrichteramt Gnadenberg und der Widumshof der Pfarrkirche Sindlbach. Die Hochgerichtsbarkeit übte das Pflegamt Haimburg aus, das zuletzt in Personalunion mit dem Pflegamt Pfaffenhofen geführt wurde. 1803 wurde der äußere Friedhof angelegt; der innere, aufgelassene, wurde 1835 Schulgarten.
Im Königreich Bayern (1806) wurde der Steuerdistrikt, bei der Gemeindebildung um 1810/20 die Ruralgemeinde Sindlbach (auch: Sindelbach) gebildet. Ihr gehörte noch Bischberg (früher auch „Bischofsberg“), Burkertshof und Langenthal an, seit 1. April 1939 auch Gebertshof und Haimburg. Sie war dem Landgericht Kastl im Bezirksamt Velburg unterstellt. 1840 vergrößerte die Gemeinde das Schulhaus; der Schulleiter war gleichzeitig Chorregent, Organist und Kantor der Pfarrei. 1890 erweiterte die Pfarrei die Kirche. 1902 wurde die Lourdesgrotte der Familie Endres benediziert. 1937 existierte eine Station der ambulanten Krankenpflege mit zwei Niederbronner Schwestern. Die evangelischen Christen am Ort gehören zur Kirchengemeinde Eismannsberg. Um 1950 gab es im Ort einen Landpolizei-Posten.
Im Zuge der Gebietsreform in Bayern wurde Sindlbach am 1. Mai 1978 nach Berg eingemeindet. Letzter Bürgermeister war 1968 bis 1978 Johann Obermeier.
Die Einwohnerzahl des Dorfes lag im 19. Jahrhundert bei etwa 220 bis 260 und stieg nach dem Zweiten Weltkrieg auf über 300 an, um in den 1980er Jahren die 500er-Marke zu überschreiten und zum Jahresende 2015 bei 608 zu liegen (321 männlich, 287 weiblich).
Von Sindlbach führt der von Kastl herkommende Oberpfälzer Jakobsweg weiter nach Gnadenberg und Feucht. Nach 2570 km wird Santiago de Compostela erreicht.

### Einwohnerentwicklung des Ortes Sindlbach
- 1830: 219 (38 Häuser)[24]
- 1836: 259 (40 Häuser)[25]
- 1871: 230 (107 Gebäude; Viehbestand: 17 Pferde. 146 Stück Rindvieh)[26]
- 1900: 227 (42 Wohngebäude)[27]
- 1937: 214[28]
- 1950: 379 (56 Wohngebäude)[29]
- 1961: 323 (62 Wohngebäude)[30]
- 1970: 368[31]
- 1987: 508 (132 Wohngebäude, 65 Wohnungen)[32]
- 31. Dezember 2015: 608[33]

### Einwohnerentwicklung der Gemeinde Sindlbach
- 1830: 583 (Sindlbach, Bischberg mit 17 Häusern und 100 Einwohnern, Langenthal mit 26 Häusern und 150 Einwohnern sowie Burkertshof mit 2 Häusern und 14 Einwohnern)[34]
- 1871: 505 (Sindlbach, Bischberg mit 108 Einwohnern, Langenthal mit 155 Einwohnern sowie Burkertshof mit 12 Einwohnern)[35]
- 1900: 484 (Sindlbach, Bischberg mit 19 Wohngebäuden und 101 Einwohnern, Langenthal mit 33 Wohngebäuden und 141 Einwohnern sowie Burkertshof mit 2 Wohngebäuden und 15 Einwohnern)[36]
- 1937: 474 (Sindlbach, Bischberg, Langenthal und Burkertshof)[37]
- 1950: 829 (Sindlbach, Bischberg mit 18 Wohngebäuden und 111 Einwohnern, Langenthal mit 39 Wohngebäuden und 216 Einwohnern, Burkertshof mit 2 Wohngebäuden und 18 Einwohnern, Gebertshof mit 2 Wohngebäuden und 17 Einwohnern sowie Haimburg mit 20 Wohngebäuden und 88 Einwohnern; Größe: 1290,79 ha)[38]
- 1961: 740 (Sindlbach, Bischberg mit 17 Wohngebäuden und 91 Einwohnern, Langenthal mit 37 Wohngebäuden und 215 Einwohnern, Burkertshof mit 2 Wohngebäuden und 13 Einwohnern, Gebertshof mit 2 Wohngebäuden und 10 Einwohnern sowie Haimburg mit 20 Wohngebäuden und 88 Einwohnern; Größe: 1289,78 ha; letzte offizielle Zählung vor der Eingemeindung nach Berg)[39]

## Baudenkmäler
- Katholische Pfarrkirche St. Jakobus, erbaut 1640 mit spätromanischen Teilen des Vorgängerbaus und 1890 erweitert. Das Kirchenschiff misst 20 × 9 m. Rokoko-Hochaltar mit Altarblatt von 1956. 1909 kamen drei neue Glocken in den Spitzturm. 1911 wurde die Orgel von 1850 umgebaut.[40]
- Kapelle der Heiligen Wendelin und Florian von 1836
- Flurkapelle des hl. Johannes Nepomuk, um 1770
- Bei der Kirche neubarocker Gusseisen-Brunnen von 72 Einzelteilen, mit Figur des hl. Laurentius, für die Weltausstellung 1878 in Paris geschaffen, seit 1886 in Altdorf bei Nürnberg, 1921 in Sindlbach aufgestellt[41]
- Zwei Steinkreuze, wohl spätmittelalterlich bzw. das Tatzenkreuz („Schwedenkreuz“) aus dem 17. Jahrhundert

## Sindlbacher Mühle
Die Mühle von Sindlbach war eine Getreidemühle und Säge, die, angetrieben von zwei oberschlächtigen Wasserrädern, seit 300 Jahren der Familie Sendlbeck gehört. 1935 wurden die Mühlräder durch eine Turbine ersetzt. 1965 wurde der Mahlbetrieb eingestellt, der Sägebetrieb dagegen beibehalten.

## Verkehrsanbindung
Sindlbach liegt an der Kreisstraße NM 8 zwischen Langenthal und Irleshof bzw. der Bocksmühle.
Durch Sindlbach führt die Linie Prag-Nürnberg des Jakobsweg. Weitere Fernwanderwege sind der Frankenweg und der Rangau-Pfalz-Weg.

## Persönlichkeiten
- Georg Gick (1910–1985), Autor und Mundartdichter; Gründervater der Mundartdichtergruppe „Sindlbacher Kreis“